# Charles Dilke, 2. Baronet

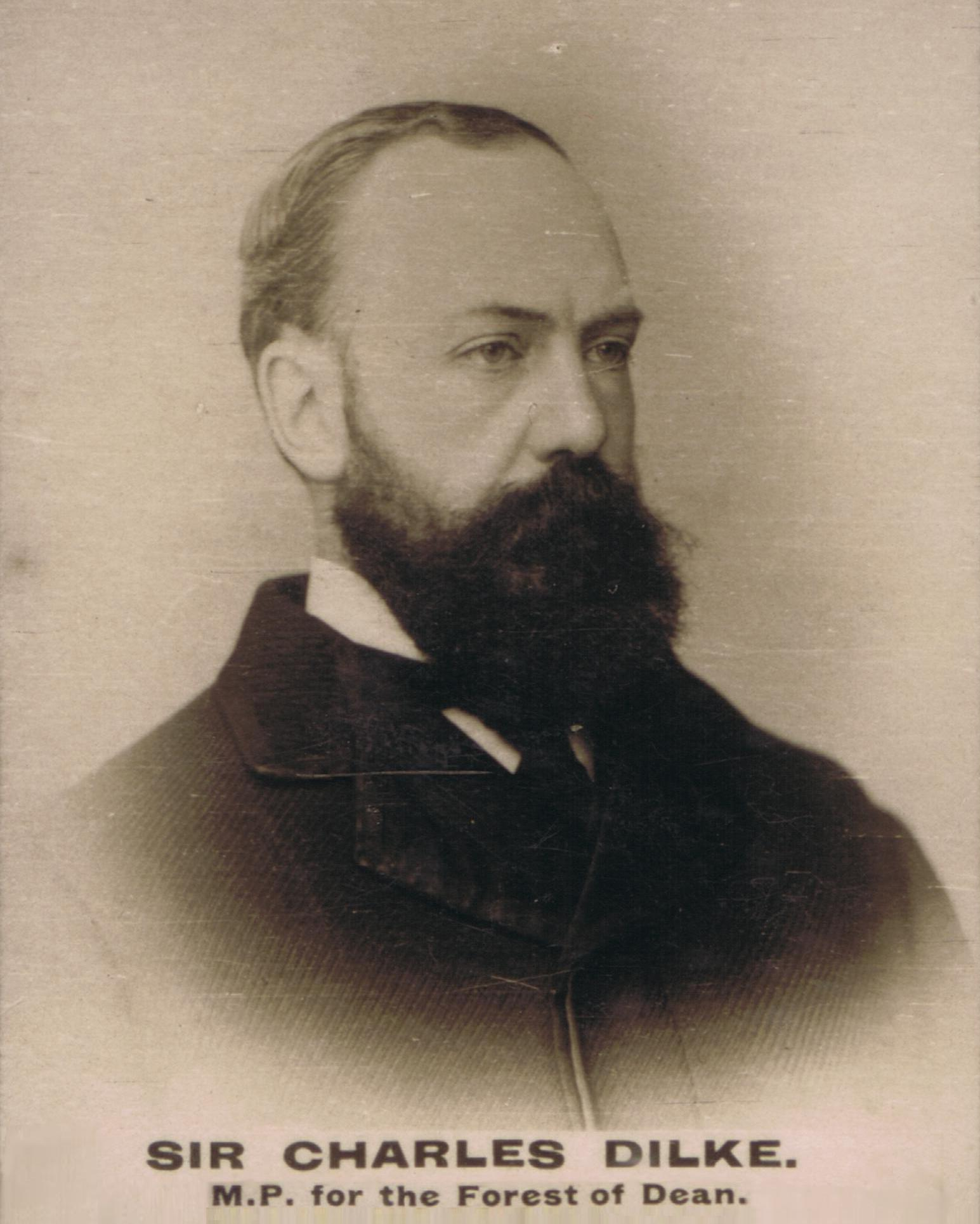
Charles Dilke

Sir Charles Wentworth Dilke, 2. Baronet PC (* 4. September 1843 in London; † 26. Januar 1911 ebenda) war ein britischer Politiker der Liberal Party und der Radikalen innerhalb der Liberalen Partei. Bekannt wurde er durch einen Sensationsprozess um eine Scheidung, der 1885 seinen politischen Aufstieg beendete.

## Leben
Sein Vater war Charles Wentworth Dilke (1810–1869), 1. Baron Dilke, ein Whig-Politiker, der sich auch im Gartenbau (Mitgründer des Gardeners Chronicle) und in der Vorbereitung der Great Exhibition 1851 in London hervortat.

### Ausbildung und frühe politische Karriere
Dilke studierte an der University of Cambridge (Trinity Hall) und zog 1869 als liberaler Abgeordneter für Chelsea ins House of Commons ein. Er wurde durch sein Buch Greater Britain von 1868 bekannt, damals ein Bestseller beim englischen Publikum, in dem er sich für ein imperialistischs Großmachtstreben Großbritanniens aussprach. Er prägte damit auch einen Begriff der politischen Diskussion.

### Erste Ehe
In erster Ehe war Charles Dilke mit Katherine Snell (1842–1874) verheiratet. Sie hatte in ihrem Testament eine Feuerbestattung festgelegt, was zu diesem Zeitpunkt in England noch nicht möglich war. Ihr Leichnam wurde daher nach Deutschland überführt und am 9. Oktober 1874 im damaligen  Siemens-Glaswerk auf der Freiberger Straße in Dresden verbrannt. Es war dies die erste Einäscherung auf dem Gebiet des heutigen Deutschland und die weltweit erste Einäscherung in geschlossenem Feuer. Etwas von Lady Dilkes  Asche wird heute im Krematorium Meißen bzw. im Stadtarchiv Dresden aufbewahrt.

### Unterstaatssekretär im Außenministerium
Von 1880 bis 1882 war Dilke Unterstaatssekretär im Außenministerium und ab 1882 im Privy Council unter der Regierung Gladstone. Im gleichen Jahr wurde er Kabinettsmitglied als Präsident des Local Government Board, einer 1871 geschaffenen Behörde mit innen- und handelspolitischen Zuständigkeiten. Er setzte sich für bessere Arbeitsbedingungen für Arbeiter ein und für Gewerkschaften und handelte mit den Konservativen 1884 eine Wahlrechtsreform aus.

### Zweite Ehe
Dilke war seit 1884 mit der Feministin, Gewerkschafterin und Kunsthistorikerin Emilia Dilke (1840–1904, geborene Emily Francis Strong) verheiratet. Aus einer früheren Heirat war sie vor ihrer Ehe mit Dilke auch als Francis Pattison bekannt.

### Skandal 1885
Dilke galt als Kandidat für die Nachfolge Gladstones als Premierminister innerhalb der Liberalen. Seine politische Karriere endete jedoch 1885, als er in einen Scheidungsskandal verwickelt wurde. Er hatte eine Beziehung mit der Schwiegermutter seines jüngeren Bruders, die mit dem liberalen Politiker und Reeder Thomas Eustace Smith verheiratet war, und zugleich mit deren Tochter Virginia, die im ersten Jahr mit dem Parlamentsangehörigen Donald Crawford verheiratet war, als ihre Beziehung in einem Scheidungsprozess 1886 ans Licht kam. Der als Beschuldigte genannte Dilke sagte auf Anraten seines Anwalts im Scheidungsprozess nicht aus, der Ehemann berief sich aber auf ein Geständnis von Virginia. Der Richter sprach die Scheidung aus und stellte zwar fest, dass keine Beweise für Ehebruch gegen Dilke vorlägen, Dilke war aber als Scheidungsgrund genannt, was der Journalist William Thomas Stead zu einer Kampagne gegen Dilke nutzte. Der versuchte sich durch einen zweiten Prozess gegen die Anklagevertretung (Queen’s Proctor)  reinzuwaschen, was jedoch völlig misslang und sich ins Gegenteil verkehrte, als er von Henry Matthews (der auch als Konservativer Parlamentsmitglied war) ins Kreuzverhör genommen wurde. Während die Karriere von Dilke nach diesem Sensationsprozess zerstört war, machte Matthews daraufhin Karriere und wurde dank Förderung durch Queen Victoria Innenminister (Home Secretary). Dilke bezeichnete das Geständnis von Virginia Crawford als falsch. Bei den Wahlen 1886 verlor er seinen Parlamentssitz.
Der Scheidungsskandal war wahrscheinlich eine der Inspirationen für Oscar Wilde in seinem Stück An Ideal Husband (1895), in dem es um Erpressung eines Politikers geht.

### Fortsetzung der politischen Karriere
Dilke versuchte sich nach 1885 zu rehabilitieren, wofür er einen Großteil seines Vermögens einsetzte. Von 1892 bis 1911 war er nochmals im Parlament für den Wahlbezirk Forest of Dean, erhielt aber keine höheren Posten mehr.

## Schriften
- Greater Britain. A Record of Travel in English-speaking Countries During 1866 and 1867. Macmillan, London 1869, Archive
- The British Empire. Chatto and Windus, 1899, Archive
- mit Spenser Wilkinson Imperial Defence. Macmillan, 1892.
- Problems of Greater Britain. Macmillan, 1890, Archive